# Julio Alberto Amores
Julio Alberto Amores Palacios (Novelda, província de Alicante, 12 de março de 1993) é um ciclista espanhol que combinou a rota com a pista.
Em 8 de dezembro de 2019 anunciou a sua retirada aos 26 anos de idade depois de não receber ofertas para passar a profissionais.

## Palmarés

### Estrada
- 2017
  - 1 etapa do Tour de Guadalupe

### Pista
- 2012
  - 3.º no Campeonato da Espanha em Madison  (com Sebastián Mora)

- 2013
  - 2.º no Campeonato da Espanha em Madison  (com Sebastián Mora)

- 2014
  - Campeonato da Espanha em Madison   (com Sebastián Mora)
  - Campeonato da Espanha em Scratch

- 2015
  - Campeonato da Espanha em Madison   (com Sebastián Mora)

- 2016
  - 2.º no Campeonato da Espanha em Madison  (com Sebastián Mora)

- 2018
  - Campeonato da Espanha em Omnium